# بولينا فيديخينا
بولينا فيديخينا (بالروسية: Ведёхина, Полина Юрьевна)‏ مواليد 6 يناير 1994 في فولغوغراد، هي لاعبة كرة يد روسية تلعب كظهير أيسر. تلعب حاليا مع دينامو فولغوغراد وتحمل الرقم 14. مثلت منتخب روسيا لكرة اليد للسيدات.

## الإنجازات
- دوري أبطال أوروبا لكرة اليد للسيدات:
  - المركز الرابع: 2014–15
- كأس أبطال الكؤوس الأوروبية لكرة اليد للسيدات:
  - نصف النهائي: 2011–12

## روابط خارجية
- بولينا فيديخينا على موقع الاتحاد الأوروبي لكرة اليد (الإنجليزية)
- بولينا فيديخينا على موقع أوليمبيديا (الإنجليزية)